# Championnat d'Écosse de football 1900-1901
Navigation
Édition précédente Édition suivante
La 11e édition du championnat d'Écosse de football est remportée par les Rangers. C’est le quatrième titre national du club de Glasgow, le troisième consécutif. Il gagne avec six points d’avance sur le Celtic. Les Hibernian complètent le podium. 
Le championnat s’agrandit : il passe de 10 à 11 clubs en première division.
À la fin de la 10e saison, deux clubs sont relégués : St Bernard's et Clyde. À l’opposé, les clubs de première division acceptent les dossiers de trois équipes de deuxième division. Morton, Queen's Park et Partick Thistle. Pour Partick Thistle c’est un retour après une année d’absence. Pour les deux autres c’est la première fois qu’ils accèdent à l’élite du football écossais. Pour le club de Queen's Park c’est un juste retour des choses car il est un des plus titrés du football écossais à cette époque là avec 10 victoires en Coupe d'Écosse de football.
Avec 20 buts marqués, Robert Hamilton des Rangers remporte le titre de meilleur buteur du championnat. C’est sa quatrième victoire consécutive.

## Les clubs de l'édition 1900-1901
| Club                              | Ville      |
| --------------------------------- | ---------- |
| Celtic Football Club              | Glasgow    |
| Dundee Football Club              | Dundee     |
| Morton Football Club              | Greenock   |
| Heart of Midlothian Football Club | Édimbourg  |
| Hibernian Football Club           | Leith      |
| Kilmarnock Football Club          | Kilmarnock |
| Partick Thistle Football Club     | Glasgow    |
| Queen's Park Football Club        | Glasgow    |
| Rangers Football Club             | Glasgow    |
| Saint Mirren Football Club        | Paisley    |
| Third Lanark Athletic Club        | Glasgow    |

## Compétition

### Classement
Le classement est établi sur le barème de points classique (victoire à 2 points, match nul à 1, défaite à 0).
| Rang | Équipe              | Pts | J  | G  | N | P  | Bp | Bc | Diff |
| ---- | ------------------- | --- | -- | -- | - | -- | -- | -- | ---- |
| 1    | Rangers             | 35  | 20 | 17 | 1 | 2  | 60 | 25 | +35  |
| 2    | Celtic              | 29  | 20 | 13 | 3 | 4  | 49 | 28 | +21  |
| 3    | Hibernian           | 25  | 20 | 9  | 7 | 4  | 29 | 22 | +7   |
| 4    | Morton              | 21  | 20 | 9  | 3 | 8  | 40 | 40 | 0    |
| 5    | Third Lanark        | 18  | 20 | 6  | 6 | 8  | 20 | 29 | -9   |
| 6    | Kilmarnock          | 18  | 20 | 7  | 4 | 9  | 35 | 47 | -12  |
| 7    | Dundee              | 17  | 20 | 6  | 5 | 9  | 36 | 35 | +1   |
| 8    | Queen's Park        | 17  | 20 | 7  | 3 | 10 | 33 | 37 | -4   |
| 9    | Saint Mirren        | 16  | 20 | 5  | 6 | 9  | 33 | 43 | -10  |
| 10   | Heart of Midlothian | 14  | 20 | 5  | 4 | 11 | 22 | 30 | -8   |
| 11   | Partick Thistle     | 10  | 20 | 4  | 2 | 14 | 28 | 49 | -21  |

|  | Champion d'Écosse |
|  | Relégation        |

## Bilan de la saison
| Tableau d'Honneur                |                     |
| Compétition                      | Vainqueur           |
| Championnat d'Écosse de football | Rangers             |
| Coupe d'Écosse de football       | Heart of Midlothian |

| Promotions et relégations |                 |
| Promus                    | Aucun           |
| Relégués                  | Partick Thistle |

## Statistiques

### Meilleur buteur
- Robert Hamilton, Rangers,   20 buts